# Constituição de Andorra
A Constituição de Andorra é a lei fundamental do Principado de Andorra. Foi aprovada o 2 de fevereiro de 1985 e recebeu a ratificação do povo andorrano com direito a voto mediante um referendo no dia 14 de março de 1985. De acordo com a mesma Constituição, entrou em vigor no mesmo dia de sua publicação no Boletim Oficial do Principado de Andorra, o que sucedeu o 28 de abril de 1993.
A Constituição foi assinada pelos dois co-príncipes de Andorra, o presidente da República francesa e o bispo de Urgel, cargos que naquela época estavam em mãos de François Mitterrand e Joan Martí Alanis respectivamente. A nova Constituição estipula que estes dois cargos ostentam a figura de chefe de Estado.
Segundo a Constituição, o chefe do poder executivo é o chefe de Governo de Andorra.

## Estrutura
A Constituição andorrense divide-se em nove títulos, duas disposições adicionais, três transitórias, uma derrogatória e uma final.